# 케이틀린 디버
케이틀린 디버(영어: Kaitlyn Dever, 1996년 12월 21일 ~ )는 미국의 배우이다. 주연작으로 시트콤 《라스트 맨 스탠딩》과 넷플릭스 드라마 《믿을 수 없는 이야기》, 영화 《북스마트》가 있으며, 특히 성폭력 피해자 역을 맡은 《믿을 수 없는 이야기》로 골든 글로브상 후보에 올랐다. 드라마 《저스티파이드》, 영화 《배드 티처》, 《스펙타큘러 나우》, 《숏텀12》, 《제이. 에드가》, 《디트로이트》의 조역으로 출연하였다.

## 생애와 경력
애리조나주 피닉스에서 팀 디버와 캐시 디버 사이에서 태어났다. 두 사람은 전직 피겨 스케이팅 선수였다. 밑으로 여동생이 둘 있다. 5살 때 부모님이 그녀를 연기 학교에 보냈고, 이때부터 그녀는 연기에 관심을 두었다. 본격적으로 연기를 배우기 전까지는 체조, 발레, 스케이트 연습도 하였다. 그러다가 아버지가 어린이용 프로그램 《바니와 친구들》의 성우로 캐스팅되면서 텍사스주 댈러스로 이사를 갔고, 그곳에서 케이틀린은 댈러스 아역배우 스튜디오(Dallas Young Actors Studio)에 들어갔다. 이곳에서 연기를 연마하면서 광고를 여러 개 찍었다. 후일 로스앤젤레스로 다시 이사하였다.
영화 아메리칸 걸 시리즈의 5탄 《아메리칸 걸: 크리사 힘차게 서다》에서 조역을 맡으며 데뷔하였다. 2011년 FX 드라마 《저스티파이드》 시즌 2에서 '로레타 매크레디' 역을 맡았다. 같은해 시트콤 《라스트 맨 스탠딩》의 주연 멤버로 캐스팅되어 팀 앨런과 호흡을 맞추었다. 이어 《메이크 잇 오어 브레이크 잇》, 《모던 패밀리》, 《프라이빗 프랙티스》, 《멘탈리스트》 등의 드라마에 크고 작은 조역으로 출연하였다. TV 영화 《시네마 베리테》와, 캐머런 디애즈 주연의 《배드 티처》, 클린트 이스트우드 감독의 《제이. 에드가》로 영화에도 진출하였다. 이듬해 젊은 예술가상 후보에 올랐다.
2013년에는 《스펙타큘러 나우》와 《숏텀12》에 출연하였는데, 작품과 디버의 연기 모두 평론가들로부터 좋은 평을 받았다. 2014년에 코미디 영화 《래기스》에서 클로이 그레이스 머레츠, 키이라 나이틀리와 함께 출연하였다. 같은해 제이슨 라이트먼 감독의 영화 《멘, 우먼 & 칠드런》에 출연하였다.
2019년은 주연작 영화 두 편을 찍었다. 상반기의 《북스마트》에서는 두 10대 소녀의 우정을 소재로 한 코미디 영화로 비니 펠드스틴과 공동 주연을 맡았다. 스릴러 영화 《뎀 댓 팔로우》에서는 '딜리 피킷' 역을 연기했다. 넷플릭스에서는 퓰리처상을 받은 취재기사를 극화한 드라마 《믿을 수 없는 이야기》에 출연하여, 성폭행 피해자 '마리 애들러' 역을 연기했다. 캐스팅 당시 디버는 《북스마트》 촬영 중이었는데, 그와 같은 코미디 작품과는 정반대의 작품을 찍는 데에 흥미를 느껴 출연을 하게 되었다. 이 작품은 "내가 찍은 작품들 중 가장 어려운 것"이었으며, "그저 바로잡고 싶었다. 이 소녀에게 정의로움을 보여주고 싶었고, 이제까지 가지지 못했던 목소리를 주고 싶었다"고 코멘트했다. 2020년 골든 글로브상 텔레비전 부문 후보에 올랐다.

## 출연작 목록

### 영화
| 연도 | 제목                            | 원제                                    | 배역              | 비고          |
| ---- | ------------------------------- | --------------------------------------- | ----------------- | ------------- |
| 2009 | 아메리칸 걸: 크리사 힘차게 서다 | An American Girl: Chrissa Stands Strong | 그웬 톰슨         |               |
| 2011 | 배드 티처                       | Bad Teacher                             | 사샤 애버내시     |               |
| 2011 | 제이. 에드가                    | J. Edgar                                | 파머의 딸         |               |
| 2011 | 시네마 베리테                   | Cinema Verite                           | 미셸 라우드       | 텔레비전 영화 |
| 2013 | 스펙타큘라 나우                 | The Spectacular Now                     | 크리스털          |               |
| 2013 | 숏텀12                          | Short Term 12                           | 제이든 콜         |               |
| 2014 | 래기스                          | Laggies                                 | 미스티            |               |
| 2014 | 멘, 우먼 & 칠드런               | Men, Women & Children                   | 브랜디 벨트마이어 |               |
| 2017 | 올 서머스 엔드                  | All Summers End                         | 그레이스 터너     |               |
| 2017 | 아들의 빈자리                   | We Don't Belong Here                    | 릴리 그린         |               |
| 2017 | 디트로이트                      | Detroit                                 | 캐런 멀로이       |               |
| 2017 | 아웃사이드 인                   | Outside In                              | 힐디 비즐리       |               |
| 2018 | 프론트 러너                     | The Front Runner                        | 앤드리아 하트     |               |
| 2018 | 뷰티풀 보이                     | Beautiful Boy                           | 로런              |               |
| 2019 | 뎀 댓 팔로우                    | Them That Follow                        | 딜리 피킷         |               |
| 2019 | 북스마트                        | Booksmart                               | 에이미 앤츨러     |               |
| 2021 | 디어 에반 핸슨                  | Dear Evan Hansen                        | 조이 머피         |               |
| 2022 | 티켓 투 파라다이스              | Ticket to Paradise                      | 릴리 코튼         |               |
| 2022 | 로잘린                          | Rosaline                                | 로잘린 캐풀렛     |               |
| 2023 | 넥스트 골 윈스                  | Next Goal Wins                          | 니콜 메갈루디스   |               |
| 2023 | 누구도 널 지켜주지 않아         | No One Will Save You                    | 브린 애덤스       |               |
| 2023 | 괜찮은 슬픔                     | Good Grief                              | 릴리 케인         | 카메오        |
| 2025 | 시 유 웬 아이 시 유             | See You When I See You                  | 미정              | 제작중        |
| 2027 | 고질라 X 콩: 슈퍼노바           | Godzilla x Kong: Supernova              |                   |               |

### 텔레비전
| 연도      | 제목                       | 원제                 | 배역              | 비고                                   |
| --------- | -------------------------- | -------------------- | ----------------- | -------------------------------------- |
| 2009      | 메이크 잇 오어 브레이크 잇 | Make It or Break It  | 매력녀            | "Pilot" 에피소드                       |
| 2009      | 모던 패밀리                | Modern Family        | 비앙카 더글러스   | "Fizbo" 에피소드                       |
| 2010      | 프라이빗 프랙티스          | Private Practice     | 페이지            | "Love Bites" 에피소드                  |
| 2010      | 파티 다운                  | Party Down           | 에스카파데 던프리 | "Party Down Company Picnic" 에피소드   |
| 2011      | 멘탈리스트                 | The Mentalist        | 트리나            | "Blood for Blood" 에피소드             |
| 2011-15   | 저스티파이드               | Justified            | 로레타 매크레디   | 조연                                   |
| 2011      | 커브 유어 엔수지애즘       | Curb Your Enthusiasm | 키라 오도널       | "The Divorce" 에피소드                 |
| 2011-현재 | 라스트 맨 스탠딩           | Last Man Standing    | 이브 백스터       |                                        |
| 2019      | 믿을 수 없는 이야기        | Unbelievable         | 마리 애들러       | 주연                                   |
| 2020      | 몬스터랜드                 | Monsterland          | 토니              | 3회분                                  |
| 2021      | 더 프레미스                | The Premise          | 애비 밀러         | "The Ballad of Jesse Wheeler" 에피소드 |
| 2021      | 돕식: 약물의 늪            | Dopesick             | 베시 몰럼         | 미니시리즈                             |
| 2025      | 애플 사이다 비니거         | Apple Cider Vinegar  | 벨 깁슨           | 주연                                   |
| 2025      | 더 라스트 오브 어스        | The Last of Us       | 애비              | 주연                                   |

## 수상 정보
| 연도 | 상                          | 부문                        | 작품                           | 결과 |
| ---- | --------------------------- | --------------------------- | ------------------------------ | ---- |
| 2011 | 젊은 예술가상               | 텔레비전 부문 단역 여배우상 | 《프라이빗 프랙티스》          | 후보 |
| 2012 | 젊은 예술가상               | 영화 부문 여우조연상        | 《배드 티처》                  | 후보 |
| 2012 | 젊은 예술가상               | 텔레비전 부문 여우조연상    | 《라스트 맨 스탠딩》           | 후보 |
| 2012 | 젊은 예술가상               | 텔레비전 부문 여우조연상    | 《저스티파이드》               | 후보 |
| 2013 | 피닉스 영화평론가협회상     | 젊은 여배우상               | 《숏텀12》                     | 후보 |
| 2019 | 디트로이트 영화평론가협회상 | 신인상                      | 《북스마트》, 《뎀 댓 팔로우》 | 미정 |
| 2020 | 제77회 골든 글로브상        | 텔레비전 부문 여배우상      | 《믿을 수 없는 이야기》        | 후보 |